# Lype sericea
Lype sericea is een fossiele soort schietmot uit de familie Psychomyiidae.